# American Motors Corporation
American Motors Corporation (AMC, n.đ.: "Tập đoàn Ô tô Hoa Kỳ") là một công ty ô tô Mỹ được thành lập bởi sự hợp nhất năm 1954 của Nash-Kelvinator Corporation và Hudson Motor Car Company. Vào thời điểm đó, đây là vụ sáp nhập doanh nghiệp lớn nhất trong lịch sử Hoa Kỳ.
AMC tiếp tục cạnh tranh với Big Three Mỹ - Ford, General Motors và Chrysler - với những chiếc xe nhỏ bao gồm Rambler American, Hornet, Gremlin và Pacer; xe cơ bắp bao gồm Marlin, AMX và Javelin; và các biến thể bốn bánh đầu của Eagle, crossover thật sự đầu tiên của Mỹ.
Công ty này được biết đến là "một công ty nhỏ khéo léo, đủ để khai thác các phân khúc thị trường đặc biệt mà những gã khổng lồ", và được biết đến rộng rãi vì công việc thiết kế của nhà tạo mẫu trưởng, Dick Teague, người đã phải làm ngân sách chặt chẽ hơn so với các đối tác của mình tại Big Three của Detroit " nhưng" có một sở trường để tận dụng tối đa đầu tư của chủ nhân của mình ".
Sau những giai đoạn thành công liên tục nhưng không bền vững, Renault đã có được sự quan tâm lớn đối với AMC vào năm 1979 và công ty cuối cùng đã được Chrysler mua lại. Vào năm 1987, The New York Times cho biết AMC đã "không bao giờ là một công ty có sức mạnh hay cơ cấu chi phí để cạnh tranh một cách tự tin trong nước hay ở nước ngoài."

## Lịch sử

### Sự hình thành năm 1954
Vào tháng 1 năm 1954, Tập đoàn Nash-Kelvinator bắt đầu mua lại Hudson Motor Car Company (trong cái gọi là một vụ sáp nhập). Công ty mới sẽ được gọi là Tập đoàn Ô tô Hoa Kỳ. Một công ty trước đó có cùng tên, do Louis Chevrolet đồng sáng lập, đã tồn tại ở Plainfield, New Jersey, từ năm 1916 đến năm 1922 trước khi sáp nhập vào Tập đoàn Ô tô Bessemer–American.
Thỏa thuận Nash-Kelvinator/Hudson là một giao dịch chuyển nhượng cổ phiếu trực tiếp (ba cổ phiếu của Hudson được niêm yết ở mức 11+1⁄8, đổi lấy hai cổ phiếu của American Motors và một cổ phiếu của Nash-Kelvinator được niêm yết ở mức 17+3⁄8, đổi lấy một cổ phiếu của American Motors) và hoàn tất vào mùa xuân năm 1954, hình thành nên công ty ô tô lớn thứ tư tại Hoa Kỳ với tài sản là 355 triệu đô la Mỹ và hơn 100 triệu đô la vốn lưu động. Công ty mới đã giữ lại Tổng giám đốc điều hành Hudson A.E. Barit làm cố vấn và ông đã tham gia vào hội đồng quản trị. George W. Mason của Nash trở thành chủ tịch và giám đốc điều hành.
Mason, kiến trúc sư của vụ sáp nhập, tin rằng sự tồn tại của các nhà sản xuất ô tô độc lập còn lại của Hoa Kỳ phụ thuộc vào việc họ hợp nhất để tạo thành một công ty đa thương hiệu có khả năng thách thức Big Three như một đối thủ ngang hàng. "Cuộc chiến giá cả điên cuồng 1953–54 giữa Ford/GM" đã tàn phá các nhà sản xuất ô tô "độc lập" còn lại. Lý do cho vụ sáp nhập giữa Nash và Hudson bao gồm việc giúp cắt giảm chi phí và củng cố tổ chức bán hàng của họ để đáp ứng sự cạnh tranh gay gắt dự kiến từ Big Three của ngành ô tô.[8]
Một kết quả nhanh chóng từ vụ sáp nhập là việc tăng gấp đôi với Nash về mua hàng và sản xuất, cho phép Hudson giảm giá trung bình 155 đô la cho dòng xe Wasp và lên tới 204 đô la cho các mẫu xe Hornet đắt tiền hơn. Sau vụ sáp nhập, AMC đã có quý đầu tiên có lãi trong ba tháng thứ hai của năm 1955, thu về 1.592.307 đô la, so với khoản lỗ 3.848.667 đô la trong cùng kỳ năm trước. Mason cũng tham gia vào các cuộc thảo luận không chính thức với James J. Nance của Packard để phác thảo tầm nhìn chiến lược của mình. Các kế hoạch tạm thời được lập ra để American Motors mua hộp số tự động Packard Ultramatic và động cơ V8 Packard cho một số sản phẩm của American Motors.